# Camp de rééducation (Vietnam)
Les camps de rééducation (vietnamien : Trại cải tạo) étaient des camps de travail pour prisonniers créés à la fin de la guerre du Viêt Nam par la république socialiste du Viêt Nam gagnante du conflit face au Sud Viêt Nam.
Dans ces camps, le gouvernement à emprisonné jusqu'à 300 000 anciens officiers, fonctionnaires et partisans de l'ancien gouvernement du Sud Viêt Nam. D'autres sources estiment que le nombre de prisonniers passés par ces camps de « rééducation » pourraient atteindre de 500 000 à 1 million,,.
Ces camps de rééducation implantés au Vietnam servaient à réprimer et rééduquer les prisonniers avec des techniques sophistiquées de répression et d'endoctrinement développées après 1975 et la chute de Saïgon. Des milliers de prisonniers y furent torturés et violés. Les prisonniers étaient incarcérés pour une période allant de quelques semaines à 18 ans.